# Fluwelen wimpers
Fluwelen wimpers, een fantasie op het motief van de geboorte omstreeks 1900 van de gietijzeren eeuw, is een hoorspel naar het gelijknamige boek (1954) van Willem Adriaan Wagener, die het zelf voor de radio bewerkte. De VARA zond het uit op woensdag 5 januari 1955 (met een herhaling op zaterdag 12 augustus 1967). De regisseur was S. de Vries jr. De uitzending duurde 83 minuten.

## Rolbezetting
- Louis de Bree (Zefanja Smuk, ontwerper van de Bessemse Bedrijven)
- Bert Dijkstra (Bohomia Bessem, de directeur)
- Willy Brill (Reverbeyra Guttegum, de secretaresse)
- Dogi Rugani (Sideritia Kroes, de huishoudster)
- Huib Orizand (een ingenieur)
- Paul van der Lek (een bezoeker uit Boedapest)
- Jo Vischer sr. (de portier)
- Erik Plooyer (de secretaris)
- Maarten Kapteijn (de afgezant van de Pruisische regering)
- Jo Vischer jr. (de koetsier)
- Frans Somers (de hoofdredacteur van “Gietgoth”)
- Rien van Noppen (de franciscaner monnik)

## Inhoud
Gietgotha, waar de Bessemse Bedrijven zijn gevestigd die Europa overstromen met hun gietijzeren producten in neoklassieke stijl, is een gietijzeren stad, zonder groen en zonder vogels. De geniale ontwerper van de beroemde Bessemse modellen, de in het bedrijf vergrijsde Zefanja Smuk, ziet zijn trots om deze onmenselijke schepping ondergraven door een late verliefdheid op de secretaresse Reverbeyra Guttegum, wier fluwelen wimpers alle bevroren gietijzeren schoonheid in zijn ogen plotseling beschamen. Zijn toenemende gemoedsverwarring drijft hem er ten slotte toe Gietgotha te verwoesten door in de van ijzeroxide verzadigde grond een plantje uit te zaaien dat onder invloed van limoniet een ontstellende en alles overwoekerende kiemkracht ontplooit. Dan verlaat hij het oude Europa en zwerft, eindelijk een vrij man, door de wereld…